# Piedra del Águila
Die Talsperre Piedra del Águila (spanisch: Embalse Piedra del Águila, übersetzt: „Stein des Adlers“) ist die zweite von fünf Talsperren am Río Limay im Nordwesten der Región Comahue in Patagonien in Argentinien. Sie liegt unterhalb des Zusammenflusses des Rio Collón Curá mit dem Limay in den Provinzen Neuquén und Río Negro. Die Talsperre dient der Stromerzeugung und der Hochwasserregulierung.

## Bau
Die Bauarbeiten begannen im März 1985. Im Januar 1987 wurde der Limay in einen Kanal umgeleitet. Die Talsperre wurde 1993 eingeweiht.

## Stausee
Die Wasseroberfläche des Stausees ist 292 km² oder 305 km² groß. Der Speicherinhalt beträgt nach verschiedenen Quellen 11.300, 12.400 oder 12.600 Millionen Kubikmeter. Mit den beiden größten Zahlen ergibt sich daraus eine mittlere Wassertiefe von 12.600/305=41,3 m. Die größte Tiefe ist 120 m.

## Absperrbauwerk
Das Absperrbauwerk ist eine 170 m hohe Gewichtsstaumauer aus Beton. Sie ist an der Mauerkrone 820 m lang. Das Mauervolumen beträgt nach verschiedenen Quellen 2,78, 3,6 oder 3,8 Mio. m³.

## Wasserkraftwerk
Das Wasserkraftwerk arbeitet mit vier Francis-Turbinen von je 350 MW, zusammen 1400 MW. Damit werden jährlich 5.000 GWh Strom erzeugt.